# Paul Weigand
Paul Weigand (* 19. Februar 1889 in Schlierbach; † 22. Februar 1940 in Ludwigsburg) war ein deutscher Lehrer und Politiker.

## Leben
Als Sohn eines Pfarrers geboren, studierte Weigand Philologie in Tübingen. Während seines Studiums wurde er 1907 Mitglied der burschenschaftlichen Tübinger Königsgesellschaft Roigel. Er nahm am Ersten Weltkrieg teil, zuletzt als Hauptmann der Reserve. Nach seinem Studium war er als Lehrer für Neuere Sprachen an der Oberrealschule in Ludwigsburg tätig, zuletzt als Studienrat. Er wurde Mitglied der DNVP und war Gründer des Ludwigsburger Stahlhelms und, nachdem dieser in die SA eingegliedert worden war, SA-Sturmbannführer. 1933 wurde er Abgeordneter im Landtag des freien Volksstaates Württemberg, wo er der Kampffront Schwarz-Weiß-Rot angehörte. 1940 starb er an einem Herzschlag.